# Región intergénica
Una región intergénica (IGR) es un tramo de secuencias de ADN ubicadas entre genes. Las regiones intergénicas son un subconjunto de ADN no codificante. Ocasionalmente, algo de ADN intergénico actúa para controlar genes cercanos, pero la mayor parte no tiene una función conocida actualmente. Es una de las secuencias de ADN a las que a veces se hace referencia como ADN basura, aunque es solo un fenómeno etiquetado como tal y en los estudios científicos actuales, el término se usa menos. El ARN transcrito recientemente de los fragmentos de ADN en regiones intergénicas se conocía como "dark matter" o "dark matter transcripts".

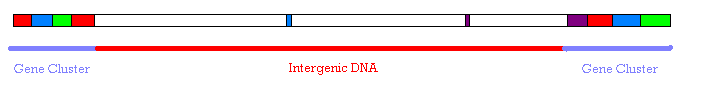
Ilustración de ADN intergénico

## Propiedades
Las regiones intergénicas son diferentes de las regiones intragénicas (o intrones), que son regiones cortas no codificantes que se encuentran dentro de los genes, especialmente dentro de los genes de organismos eucariotas.
Según el estudio del genoma humano del proyecto ENCODE, debido "tanto a la expansión de las regiones génicas por el descubrimiento de nuevas isoformas como a la identificación de nuevos transcritos intergénicos, se ha producido un marcado aumento en el número de regiones intergénicas (de 32.481 a 60250) debido a su fragmentación y una disminución en sus longitudes (de 14170 pb a 3949 pb de longitud media)" Los científicos ahora han sintetizado artificialmente proteínas de regiones intergénicas.

## Funciones
Históricamente, las regiones intergénicas a veces se han llamado ADN basura, lo que sugiere que no tienen ninguna función. Sin embargo, se sabe desde hace mucho tiempo que estas regiones contienen elementos funcionalmente importantes como promotores y potenciadores. En particular, las regiones intergénicas a menudo contienen secuencias de ADN potenciadoras, que pueden activar la expresión de conjuntos discretos de genes en distancias de varios miles de pares de bases. Los cambios en las proteínas unidas a los potenciadores reprograman la expresión génica y afectan el fenotipo celular. También las regiones intergénicas pueden contener genes aún no identificados, como ARN no codificantes . Aunque se sabe poco sobre ellos, se cree que tienen funciones reguladoras. En los últimos años, el proyecto ENCODE ha estado estudiando con más detalle las regiones intergénicas en humanos. Se han desarrollado específicamente métodos estadísticos para detectar regiones asociadas a rasgos o enfermedades ubicadas en la región intergénica utilizando datos de secuenciación del genoma completo, incluido el procedimiento de ventana deslizante y el procedimiento de ventana dinámica.

## Regiones intergénicas en organismos
En humanos, las regiones intergénicas comprenden alrededor del 50% del genoma, mientras que este número es mucho menor en bacterias (15%) y levaduras (30%).
En Plasmodium falciparum, muchas regiones intergénicas tienen un contenido de AT del 90%.